# シンビアン
シンビアン (Symbian) は、イギリスのPDAメーカーPSION搭載のオペレーティングシステムEPOC32の開発部門を祖とするソフトウェア・ライセンス会社。

## 概要
2009年2月に、フィンランドのノキアに買収され、ノキア100％出資の子会社となった。現在は、買収以前から継続しているライセンスの管理業務だけを行っている。本社はイギリス。日本、スウェーデン、イギリス、アメリカに支社があった。スマートフォン向けオペレーティングシステム (OS) としてSymbian OSの開発が特に有名であり、世界的に携帯電話やPDAなどの携帯端末に用いられている。2008年当時、Symbian OSの世界シェアはスマートフォンという携帯電話のハイエンドカテゴリの中で世界トップであった。
ノキア買収前のシンビアンの出資者の割合は、ノキア（フィンランド、47.9%）、エリクソン（スウェーデン、15.6%）、ソニー・エリクソン・モバイルコミュニケーションズ（合弁会社、13.1%）、 パナソニック モバイルコミュニケーションズ（日本、10.5%）、サムスン電子（韓国、4.5%）、シーメンス（ドイツ、8.4%）だった。
2008年6月、ノキアがSymbian OSのオープンソース化を発表。それに伴う手続きとして未取得のシンビアン株を全て取得すると発表した。2009年2月、ノキアはシンビアンの買収を完了した。子会社で日本法人のシンビアン株式会社は解散した。Symbian OSはノキアの資産となったが、新たに設立されたSymbian Foundationにもともとノキアの資産であったS60などとともにオープンソースとして提供されている。